# Hayes (Moselle)
Hayes település Franciaországban, Moselle megyében. Lakosainak száma 257 fő (2022. január 1.). Hayes Charleville-sous-Bois, Condé-Northen, Les Étangs, Sainte-Barbe és Vry községekkel határos.

## Népesség
A település népességének változása:
| Lakosok száma | 153  | 158  | 157  | 161  | 230  | 228  | 232  | 249  | 251  | 257  |
|               | 1968 | 1982 | 1990 | 2006 | 2013 | 2015 | 2017 | 2019 | 2020 | 2022 |